# كارلوس ألتاميرانو
كارلوس ألتاميرانو (بالإسبانية: Carlos Altamirano)‏ (و. 1922 – م) هو سياسي، ومحام من تشيلي ولد في سانتياغو.

## التعليم
تعلم في جامعة تشيلي.